# Miłosierny Samarytanin (obraz Carlotta)
Miłosierny Samarytanin (niem. Der barmherzige Samariter) – powstały ok. 1676 obraz autorstwa niemieckiego barokowego malarza Johanna Karla Lotha.
Dzieło stanowi obecnie element kolekcji Lothara Franza grafa Schönborn, znajdującej się w ekspozycji Pałacu Weißenstein w Pommersfelden.

## Opis
Tematyka dzieła nawiązuje do jednej z przypowieści z Ewangelii Łukasza – Przypowieść o miłosiernym Samarytaninie. Malarz przedstawił poranionego nagiego wędrowca, którego opatruje miłosierny samarytanin. Mężczyzna podtrzymuje poszkodowanego, tak iż znajduje się on w postawie półsiedzącej. W oddali, po prawej stronie obrazu, umieszczone zostały postacie dwóch podróżnych. Odnosząc się do tekstu Ewangelii, mogą być identyfikowane jako kapłan świątyni jerozolimskiej i lewita, którzy nie zatrzymali się, by pomóc leżącej przy drodze ofierze napadu.